# Formula–1 luxemburgi nagydíj
A luxemburgi nagydíjat 1997-ben és 1998-ban rendezték a Nürburgringen. A Formula–1 európai nagydíjnak is helyet adó pálya ebben a két évben a közeli nagyhercegség nagydíjának adott helyet. Az európai nagydíjat 1997-ben újra Jerezben rendezték, míg 1998-ban nem rendeztek európai nagydíjat. Az első luxemburgi nagydíjat Jacques Villeneuve, a másodikat Mika Häkkinen nyerte meg.
| Év   | Versenyző          | Csapat/Motor     | Pálya       | Riport |
| ---- | ------------------ | ---------------- | ----------- | ------ |
| 1998 | Mika Häkkinen      | McLaren-Mercedes | Nürburgring | Riport |
| 1997 | Jacques Villeneuve | Williams-Renault | Nürburgring | Riport |